# الإدارة العسكرية في بلجيكا وشمال فرنسا
الإدارة العسكرية في بلجيكا وشمال فرنسا (بالألمانية: Militärverwaltung in Belgien und Nordfrankreich) كانت سلطة احتلال مؤقتة أسست خلال الحرب العالمية الثانية من قبل ألمانيا النازية والتي تضمنت بلجيكا الحالية والإدارات الفرنسية نور وباد كاليه.  كانت الإدارة مسؤولة أيضًا عن إدارة المنطقة المحرمة، وهي قطاع ضيق من الأراضي يمتد على الحدود الفرنسية الشمالية والشرقية.  ظلت قائمة حتى يوليو 1944. روجت قوات الأمن الخاصة خطط لنقل بلجيكا من الإدارة العسكرية إلى إدارة مدنية، وكان هتلر على استعداد للقيام بذلك حتى خريف عام 1942، عندما أرجأ الخطط في الوقت الحالي.  اقترحت قوات الأمن الخاصة إما جوزيف تيربوفن أو إرنست مفوض الرايخ لإدارة الإدارة المدنية. 

## مفوضية الرايخ
في 18 تموز 1944، تم استبدال الإدارة العسكرية من جانب أدارة مدنية، بقيادة غوليتر، جوزيف GROHE، الذي اختير كالرايخسوميسار لرايخسوميسار بلجيكا وشمال فرنسا (Reichskommissariat Belgien und Nordfrankreich)  

## دور المجموعات التعاونية
تم ربط إدارتي نور وPas-de-Calais بالإدارة العسكرية في بروكسل في البداية بناءً على اعتبارات عسكرية، وكان من المفترض أن يتم ذلك استعدادًا لغزو بريطانيا المخطط له.  في نهاية المطاف، كان التعلق قائماً على نية هتلر لتحريك حدود الرايخ غربًا، وكان يستخدم أيضًا للحفاظ على الضغط على نظام فيشي - الذي احتج على تقليص سلطته في ما كان لا يزال قانونًا على الأراضي الفرنسية الوطنية - لضمان سلوكه الجيد. 

## هيكل القيادة
قالب:Military Administration of Belgium and Northern France
Based on description in Van den Wijngaert, Mark; Dujardin, Vincent (2006). 
قالب:Military Administration of Belgium and Northern France
La Belgique sans Roi, 1940-1950. Nouvelle Historie de Belgique. 2: 1905-1950. Brussels: Éd. Complexe. pp. 19–20. ISBN 2-8048-0078-4.

## نظر أيضا
- معركة بلجيكا
- بلجيكا في الحرب العالمية الثانية
- ريتششاو فلاندرن
- Reichsgau Wallonien
- مقاطعة بروكسل